# Адсон, Артур
Артур Адсон (эст. Artur Adson; 22 января (3 февраля) 1889 — 5 января 1977) — эстонский поэт, писатель, драматург и театральный критик.

## Ранние годы

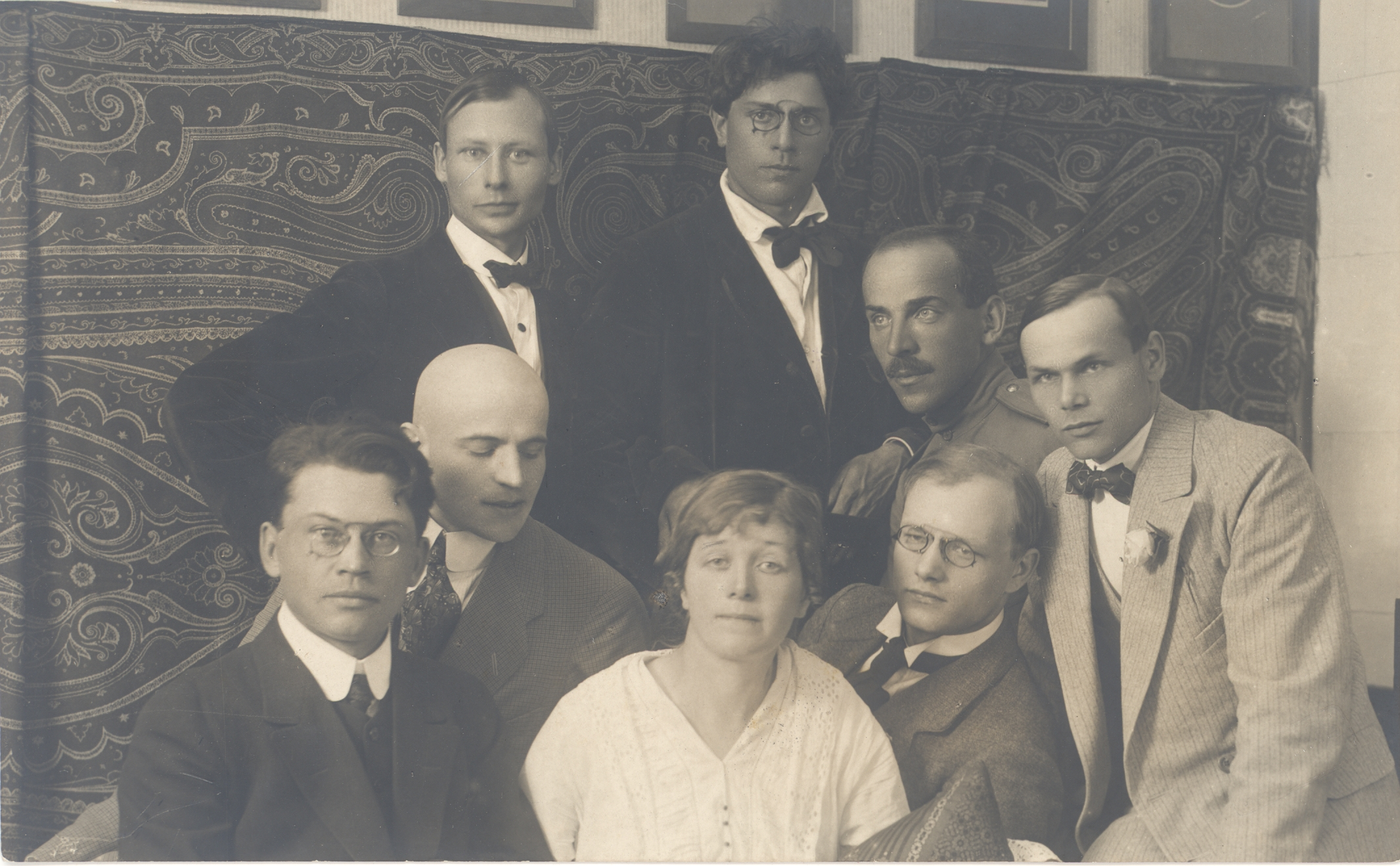
Группа Сиуру в 1917 году. Стоят, слева-направо П. Арен, О. Алумисес, сидят, слева-направо Ф. Туглас, А. Адсон, М. Ундер, А. Гайлит, И. Семпер, Х. Виснапуу

Артур Адсон (при рождении Карл Артур Адсон) родился 22 января (3 февраля) 1889 года в Тарту. Ходил в школу Тарту, Сянне и Выру. После окончания школы с 1907 по 1910 год изучал геодезию в Пскове, затем работал геодезистом. С 1913 года был служащим и журналистом в Таллине. В 1925—1926 годах изучал литературу в Тартуском университете. Он познакомился со своей будущей женой, поэтессой Марие Ундер в 1913 году, а в 1927 году они поженились.

## Литературная карьера
С 1917 года Артур Адсон был членом литературного движения Сиуру, которое оказало большое влияние на эстонскую литературу. Позже Адсон стал активным членом литературной группы Тарапита. К тому же Адсон был одним из самых выдающихся поэтов на выруском диалекте Южной Эстонии. Выступая в качестве консервативного театрального и литературного критик, он оказывал влияние на культурную жизнь Эстонии. Он также получил известность в качестве драматурга.

## Эмиграция

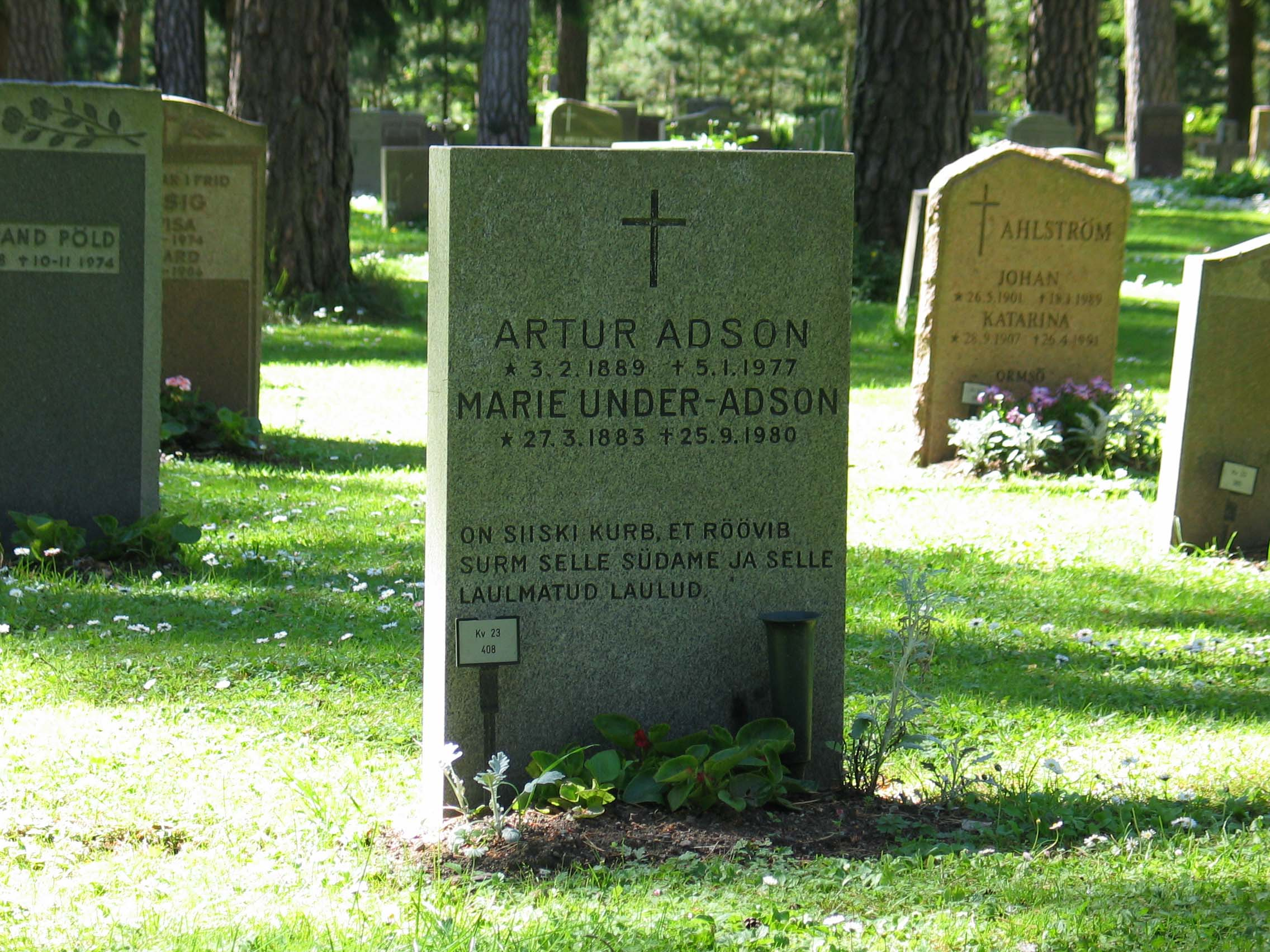
Могила А. Адсона и М. Ундер на кладбище Скугсчюркогорден в Стокгольме. 2010 год.

В сентябре 1944 года, перед тем как Эстонию заняли советские войска, вместе с женой эмигрировал в Швецию. Там он нашел работу в качестве архивариуса. Оба продолжили так же заниматься литературной деятельностью.
Адсон умер в Стокгольме 5 января 1977 года в возрасте 87 лет. Вместе с женой был похоронен на кладбище Скугсчюркогорден в Стокгольме. В 2016 году их останки были перезахоронены на таллинском кладбище Рахумяэ.
По данным 2017 года, авторские права на произведения Артура Адсона и его жены на 62,5 % принадлежали немецкой федеральной земле Бавария, а на оставшиеся 37,5 % — Эстонскому культурному обществу Швеции (эст. Eesti Kultuuri Koondis Rootsis).

## Сборники стихов
- «Henge palango» (1917)
- «Vana laterna» (1919)
- «Roosikrants» (1920)
- «Kaduvik» (1927)
- «Katai, kibuvits nink kivi» (1928)
- «Pärlijõgi» (1931)
- «Lehekülg ajaraamatust» (1937)
- «Rahumäe kannel» (1973)

## Пьесы
- Läheb mööda (1923)
- Toomapäev (1928)
- Neli Kuningat (1931)
- Lauluisa ja Kirjaneitsi (1930)
- Iluduskuninganna (1932)